# Drapeau de Détroit
Le drapeau de Détroit a été conçu en 1907 par David E. Heineman et a été officiellement adopté comme drapeau de la ville en 1948. Sa conception a été légèrement modifiée à plusieurs reprises au cours des années qui ont suivi, la plus récente en 2000.

## Conception
Le drapeau a le sceau de la ville blasonné sur un fond écartelé, chaque section représentant un pays qui contrôlait autrefois Detroit. Le quartier inférieur (à gauche) représente la France, qui a fondé le fort et la colonie en 1701 ; il comporte cinq fleurs de lys d’or sur fond blanc, imitant l’étendard royal de France. Le quart supérieur (à droite) représente la Grande-Bretagne, qui a contrôlé le fort de 1760 à 1796 ; il a trois lions d’or sur un champ rouge, imitant les armoiries royales d’Angleterre. La mouche inférieure a 13 bandes rouges et blanches et le palan supérieur a 13 étoiles blanches sur un fond bleu, représentant les treize colonies originales des États-Unis.

## Symbolisme
Les deux devises latines se lisent Speramus Meliora et Resurget Cineribus, ce qui signifie « Nous espérons de meilleures choses » et « Il renaîtra de ses cendres », qui a été écrit par Gabriel Richard après le grand incendie de 1805. Le sceau est une représentation de l’incendie de Détroit qui s’est produit le 11 juin 1805. L’incendie a provoqué l’incendie de toute la ville, un seul bâtiment ayant été sauvé des flammes. La figure de gauche pleure sur la destruction tandis que la figure de droite fait signe à la nouvelle ville qui se lèvera à sa place.

## Histoire
Dans la conception originale du drapeau, le sceau était ovale. Au début des années 1970, le drapeau a été redessiné et le sceau a été remplacé par un cercle.  En 1976, les couleurs ont été normalisées à l’aide du système de correspondance Pantone, et vers 2000, le sceau a de nouveau été modifié pour réduire le nombre de couleurs